# 桂千朝
桂 千朝（かつら せんちょう、1956年2月22日 - ）は、大阪市東淀川区淡路出身の落語家。出囃子は「本調子鞨鼓」。米朝事務所所属。大阪市立扇町高等学校卒業。剣道2段。

## 来歴・人物
1974年1月に3代目桂米朝に入門。同年4月の京都府京都市東山区、安井金比羅会館での「桂米朝上方落語研究会」にて初舞台。入門のきっかけは出演した『素人名人会』で名人賞を受賞し、その後米朝に直訴、入門に至った。同期には桂吉朝や桂小枝、明石家さんま、島田紳助、オール阪神・巨人、関根勤などがいる。
米朝によると、同じ頃に入った桂吉朝・桂米八を合わせたの3人の中では、内弟子修行を「一番きっちりした」という。またネタの覚えも早く、その堅実さを買って米朝は自分が出すレコードや著書の校正を千朝に任せていた。
1990年から、経済的な理由で6年間廃業していた。復帰の際に、系図上では米輔と吉朝の間から、吉朝と米八の間に変更された。また、上方落語協会には2020年9月に復帰した。
桂吉朝とよく漫才（中田ダイマル・ラケットや漫画トリオの物まね。吉朝も同様だが、『千朝は吉朝と漫才も演じた』とは、噺家の一方で漫才もこなした、と言う意味ではなく、あくまで特別な場合に披露する『お楽しみ』として、上記の物まねを演じた、と言う意味である）を演じることもあった。
いわゆる『古典落語』派の噺家で、米朝一門らしい、正統派で端然とした芸風。持ちネタ数も多く、『立ち切れ線香』『鴻池の犬』『景清』、新作落語では、古典の味がする『まめだ』『一文笛』、『除夜の雪』等。一方で、枕では、とぼけたユーモアのある味も見せる。